# Invasión francesa de Malta
La invasión francesa de Malta ( en maltés: Invażjoni Franċiża ta' Malta ) fue la exitosa invasión de las islas de Malta y Gozo, entonces gobernadas por la Orden de San Juan, por la Primera República Francesa dirigida por Napoleón Bonaparte en junio de 1798 como parte de la campaña mediterránea de las Guerras Revolucionarias Francesas.
Los desembarcos iniciales se encontraron con cierta resistencia tanto de la Orden como de la milicia maltesa, pero en menos de un día los franceses habían tomado el control de todo el archipiélago maltés, excepto la zona portuaria bien fortificada que incluía la capital, La Valeta. La Orden contaba con los medios necesarios para resistir un asedio, pero una serie de circunstancias que incluían el descontento entre sus propios miembros franceses, así como entre la población nativa maltesa, condujeron a una tregua que terminó con la capitulación de la Orden.
La invasión puso así fin a los 268 años de dominio hospitalario en Malta y dio lugar a la ocupación francesa de este país. Pocos meses después de la invasión, el descontento por las reformas que se estaban llevando a cabo provocó un levantamiento, que se convirtió en un bloqueo de la guarnición francesa por parte de insurgentes malteses ayudados por británicos, napolitanos y portugueses. El bloqueo duró dos años y terminó con la rendición de los franceses a los británicos en 1800, convirtiendo a Malta en un protectorado e iniciando 164 años de dominio británico.

## Antecedentes

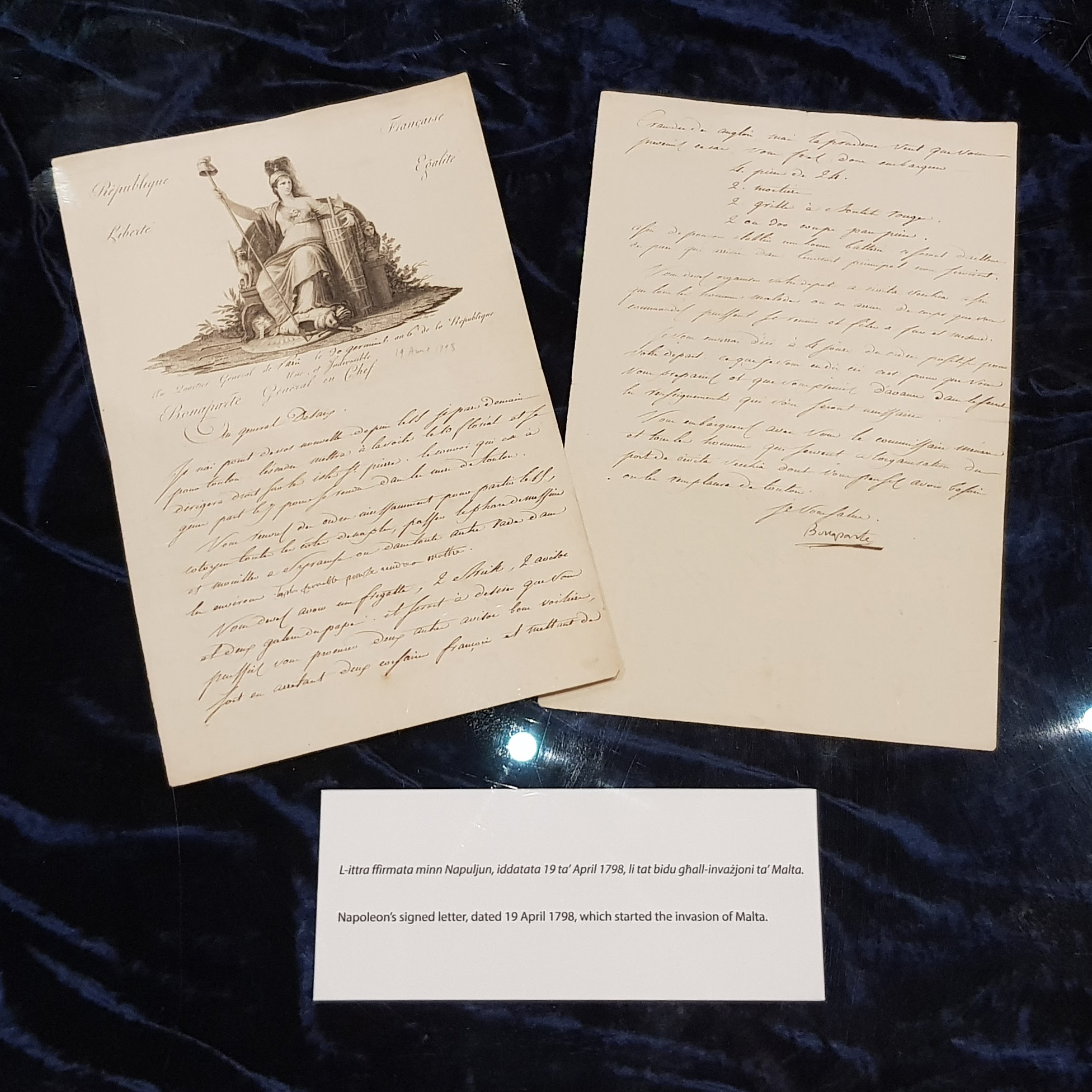
Carta fechada el 19 de abril de 1798 en la que Napoleón da instrucciones al general Louis Desaix para que zarpe de Civitavecchia y se reúna con él en Malta

Durante el siglo XVIII, la Orden de San Juan comenzó a declinar, ya que su función de luchar contra los musulmanes quedó desfasada. Pasó a depender de Francia, que era una importante fuente de ingresos, y la mayoría de los miembros de la Orden eran franceses. La Orden recibió importantes reveses tras la Revolución Francesa, y en 1792 tenía serias dificultades financieras. Mientras tanto, Francia y las demás grandes potencias europeas empezaron a interesarse por Malta debido a su posición estratégica en el Mediterráneo central y a su sistema de fortificaciones, que era uno de los más fuertes de Europa.
En marzo de 1798, la Orden había recibido información de que los franceses estaban acumulando armamento en Tolón. Sin embargo, se creía que se estaban preparando para un ataque a Portugal e Irlanda, y el Gran Maestre Ferdinand von Hompesch zu Bolheim no creía que un ataque a Malta fuera inminente. Hompesch podría haber sido informado del ataque el 4 de junio, aunque la autenticidad del documento en cuestión ha sido discutida.

## Invasión

### 6 a 9 de junio: llegada de la flota francesa y ultimátum

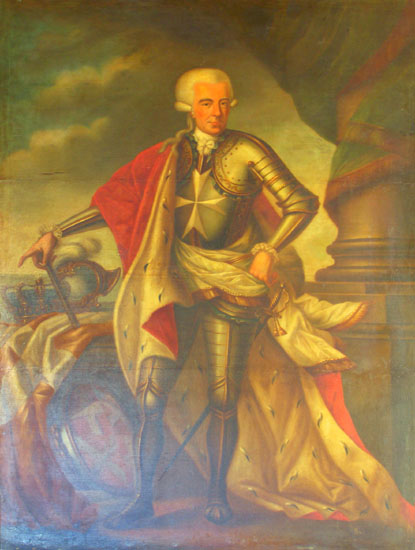
Pintura de Ferdinand von Hompesch zu Bolheim, el último Gran Maestre que gobernó Malta

La flota francesa fue avistada frente a Gozo el 6 de junio y Hompesch convocó un consejo de guerra y llamó a la milicia. Los soldados malteses y las milicias dirigidas por miembros de la Orden fueron responsables de la defensa de las ciudades fortificadas en el área del Gran Puerto: Valletta, Floriana, Birgu, Senglea y Cospicua. Los otros asentamientos y la costa debían ser defendidos por la milicia del país y algunos caballeros, incluidos miembros de la armada de la Orden.
Mientras tanto, los franceses habían hecho los preparativos para desembarcar y ocupar las Islas Maltesas. El 9 de junio, Napoleón envió a su ayudante de campo Jean-Andoche Junot a solicitar permiso al Gran Maestre para que la flota francesa hiciera agua en Malta. Hompesch convocó una reunión del Consejo para discutir si se les permitía o no, y se decidió que sólo se permitiría la entrada de cuatro barcos a la vez en los puertos. Esto se ajustaba a un antiguo estatuto que prohibía la entrada de más de cuatro barcos de países cristianos a la vez en los puertos malteses durante los periodos de hostilidades.
El 10 de junio, Napoleón dictó un ultimátum que fue escrito y firmado por Caruson, y fue entregado a Hompesch. El mensaje mencionaba la decepción de Napoleón por la negativa de la Orden a permitir la entrada de más barcos franceses en los puertos, y mencionaba las considerables fuerzas francesas y la inutilidad de cualquier resistencia. Además, la carta pedía a Hompesch que llegara a un acuerdo para evitar las hostilidades. Decía que los franceses trataban a la Orden como un enemigo, pero prometía respetar la religión, las costumbres y la propiedad de la población maltesa.

### 10 de junio: desembarco francés y resistencia inicial
En la mañana del 10 de junio, los franceses comenzaron a desembarcar sus fuerzas en cuatro lugares diferentes de las islas maltesas: St. Paul's Bay, St. Julian's y Marsaxlokk en Malta continental y el área alrededor de Ramla Bay en Gozo.

#### Desembarco en St. Paul's Bay
El desembarco en St. Paul's Bay en el norte de Malta fue realizado por tropas comandadas por Louis Baraguey d'Hilliers. Los malteses ofrecieron cierta resistencia, pero rápidamente se vieron obligados a rendirse. Los franceses lograron capturar todas las fortificaciones que dominan St. Paul's Bay y la cercana Mellieħa sin sufrir bajas. Las bajas de los defensores consistieron en la muerte de un caballero y un soldado maltés, y la captura de alrededor de 150 caballeros y malteses.

#### Desembarco en Marsaxlokk

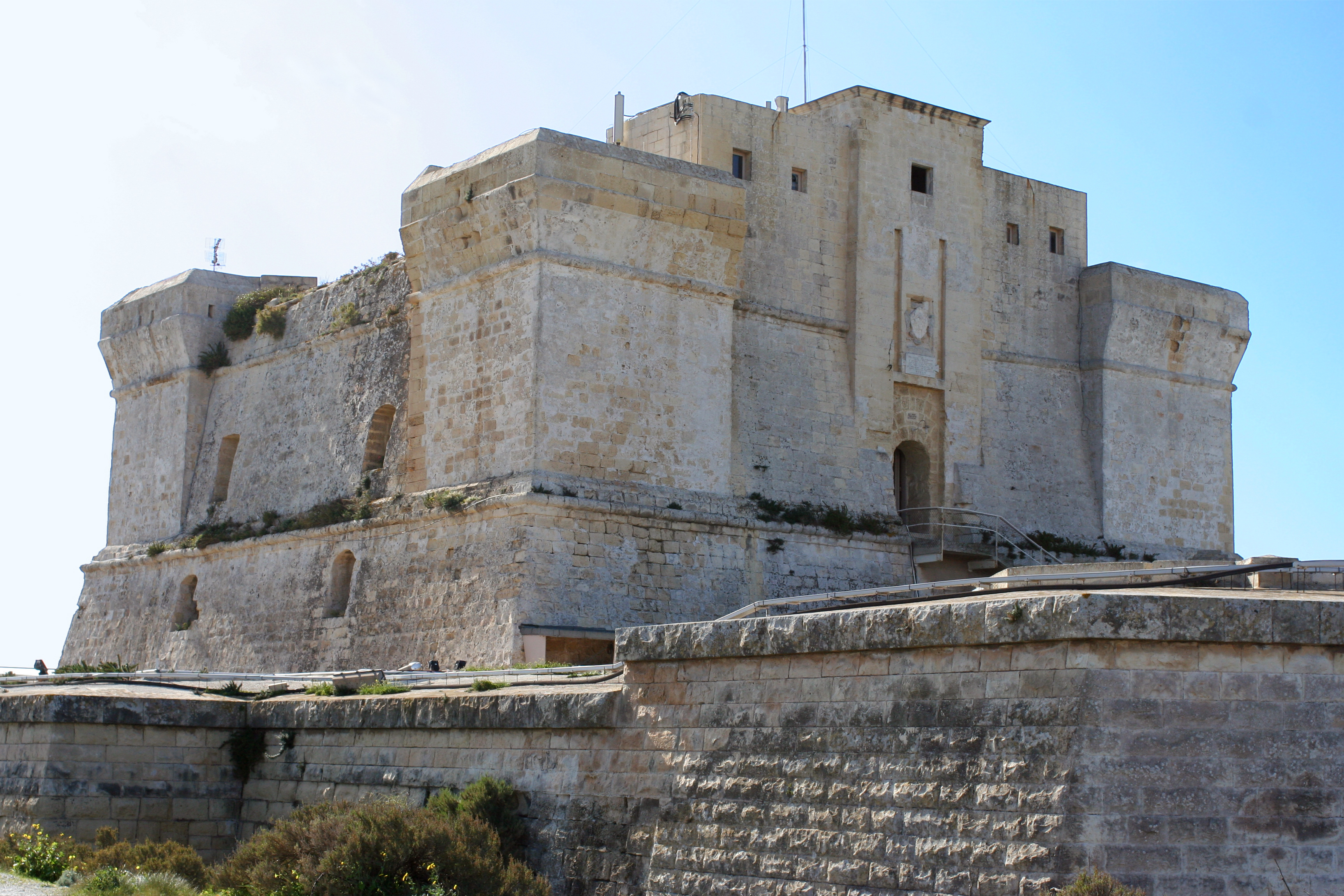
Fort Rohan, que cayó en manos de los franceses después de cierta resistencia.

Una fuerza comandada por Louis Desaix desembarcó en Marsaxlokk, una gran bahía en el sur de Malta. El desembarco fue exitoso y los franceses lograron capturar Fort Rohan después de cierta resistencia. Tras la captura del fuerte, los defensores abandonaron las otras fortificaciones costeras de la bahía y los franceses desembarcaron la mayor parte de sus fuerzas sin oposición.

#### Desembarco en San Julián y captura de Mdina
Las fuerzas dirigidas por Claude-Henri Belgrand de Vaubois aterrizaron en St. Julian's y sus alrededores. Una galera, dos galeotas y una barca de remos de la armada de la Orden zarparon del Gran Puerto en un intento de evitar el desembarco, pero su esfuerzo fue inútil.
Tres batallones del 4.º de Infantería Ligera y dos batallones del 19.º de Línea desembarcaron, y fueron recibidos por algunas compañías del Regimiento Maltés que ofrecieron una resistencia simbólica antes de retirarse a La Valeta. Las fuerzas francesas rodearon la ciudad y se les unieron las tropas de Desaix, que habían desembarcado con éxito en Marsaxlokk. Los defensores hospitalarios intentaron entonces un contraataque y enviaron tropas contra los franceses, que comenzaron a retirarse. Los hospitalarios y los malteses avanzaron, pero fueron emboscados por un batallón del 19.º de Línea y quedaron desorganizados. Los franceses iniciaron entonces un avance general, y los defensores se retiraron a la ciudad fortificada. La bandera de la Orden al frente de la fuerza defensora fue capturada por los franceses.
Con La Valeta rodeada, Vaubois condujo a algunas de las tropas a la ciudad vieja de Mdina, donde la milicia restante se había retirado después del desembarco. En una reunión del consejo de la ciudad en el Palacio Episcopal, se decidió que la resistencia era inútil y acordaron capitular si se respetaba la religión, la libertad y la propiedad del pueblo. Alrededor de las 12.00, se acordaron los términos y la ciudad capituló ante Vaubois.

#### Desembarco y captura de Gozo

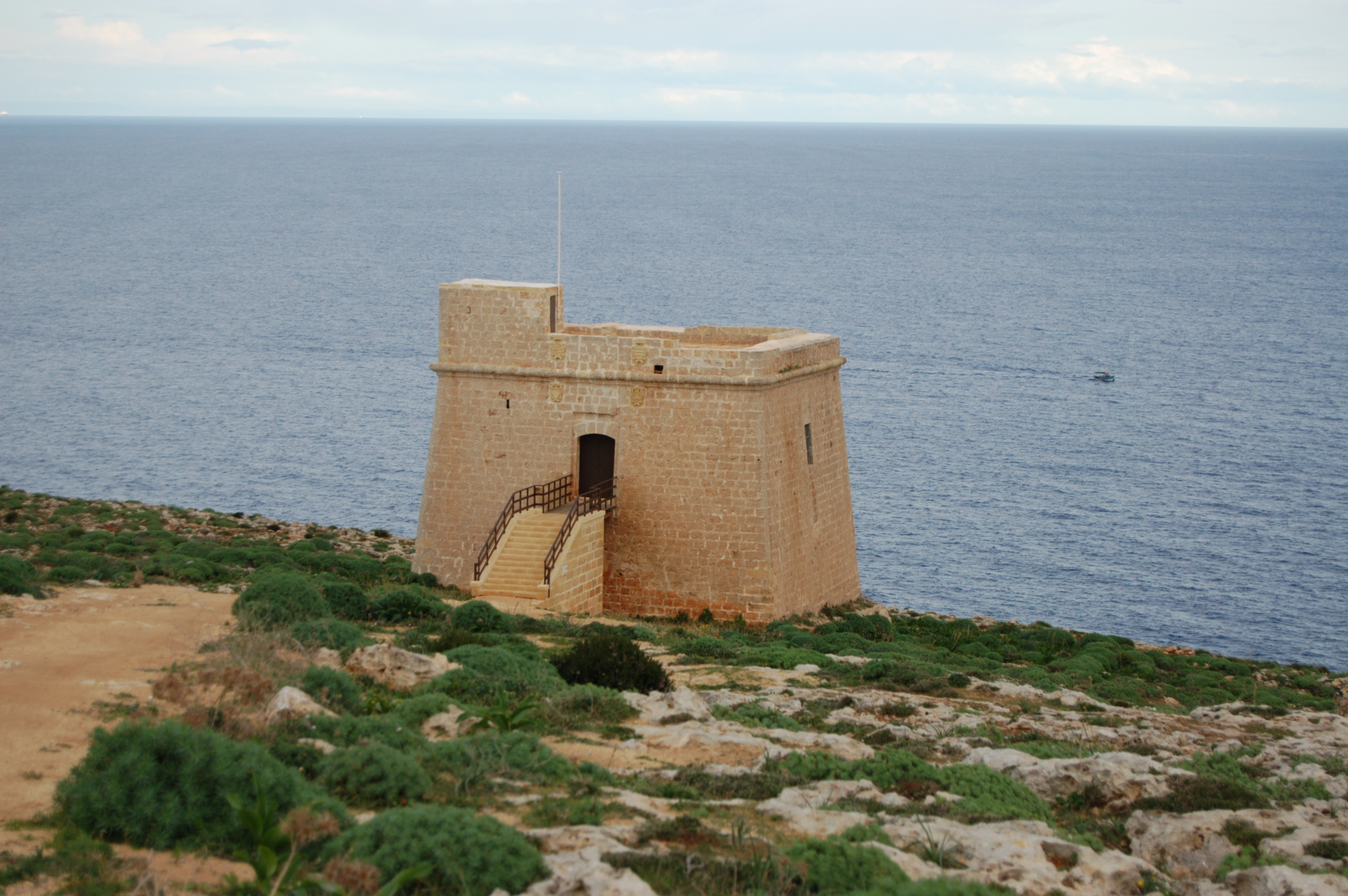
La Torre Sopu, que estaba ubicada cerca del lugar de desembarco y ofreció cierta resistencia a la invasión.

La fuerza francesa que desembarcó en la isla de Gozo estaba formada por la 3.ª Compañía de Granaderos y la 95.ª Demi-Brigada, y estaba dirigida por Jean Reynier. Jean Urbain Fugière acompañó a Reynier y participó en el ataque. Gozo fue defendida por un total de 2300 hombres, compuestos por una compañía de 300 soldados regulares (30 de los cuales estaban montados), un regimiento de 1200 guardacostas y 800 milicianos.
El desembarco comenzó hacia las 13.00 horas en la zona de Redum Kebir (en maltés: Rdum il-Kbir) en las proximidades de Nadur, entre la batería derecha de Ramla y la torre Sopu. Los defensores abrieron fuego contra los franceses, y fueron ayudados por la artillería de las baterías de Ramla y de la Torre Sopu. Los bombarderos franceses devolvieron el fuego a las baterías, y los franceses consiguieron avanzar hacia un terreno más alto a pesar del intenso fuego. Las baterías de Ramla fueron tomadas y los franceses consiguieron desembarcar el resto de sus tropas. Entre las bajas de la fuerza invasora se encuentra el sargento mayor Bertrand, que murió por disparos durante el desembarco.
Posteriormente, Reynier y parte de la 95.ª Demi-Brigada marcharon hacia el Fuerte Chambray, que comandaba el puerto principal de Gozo, Mġarr, en un intento de cortar la comunicación con Malta. El fuerte se había llenado de refugiados de los pueblos de los alrededores, y capituló alrededor de las 14:00 horas. Mientras tanto, el resto de la 95.ª Demi-Brigada marchó a través de Xagħra hasta la Cittadella en la capital de la isla, Rabat. Un destacamento ocupó la Torre Marsalforn. La Cittadella se rindió al anochecer. Los franceses capturaron unas 116 piezas de artillería, 44 de ellas en la Cittadella, 22 en Chambray y el resto en las distintas fortificaciones costeras. También se capturaron mosquetes y tres almacenes de trigo.

### 10-12 de junio: Situación en la zona del puerto

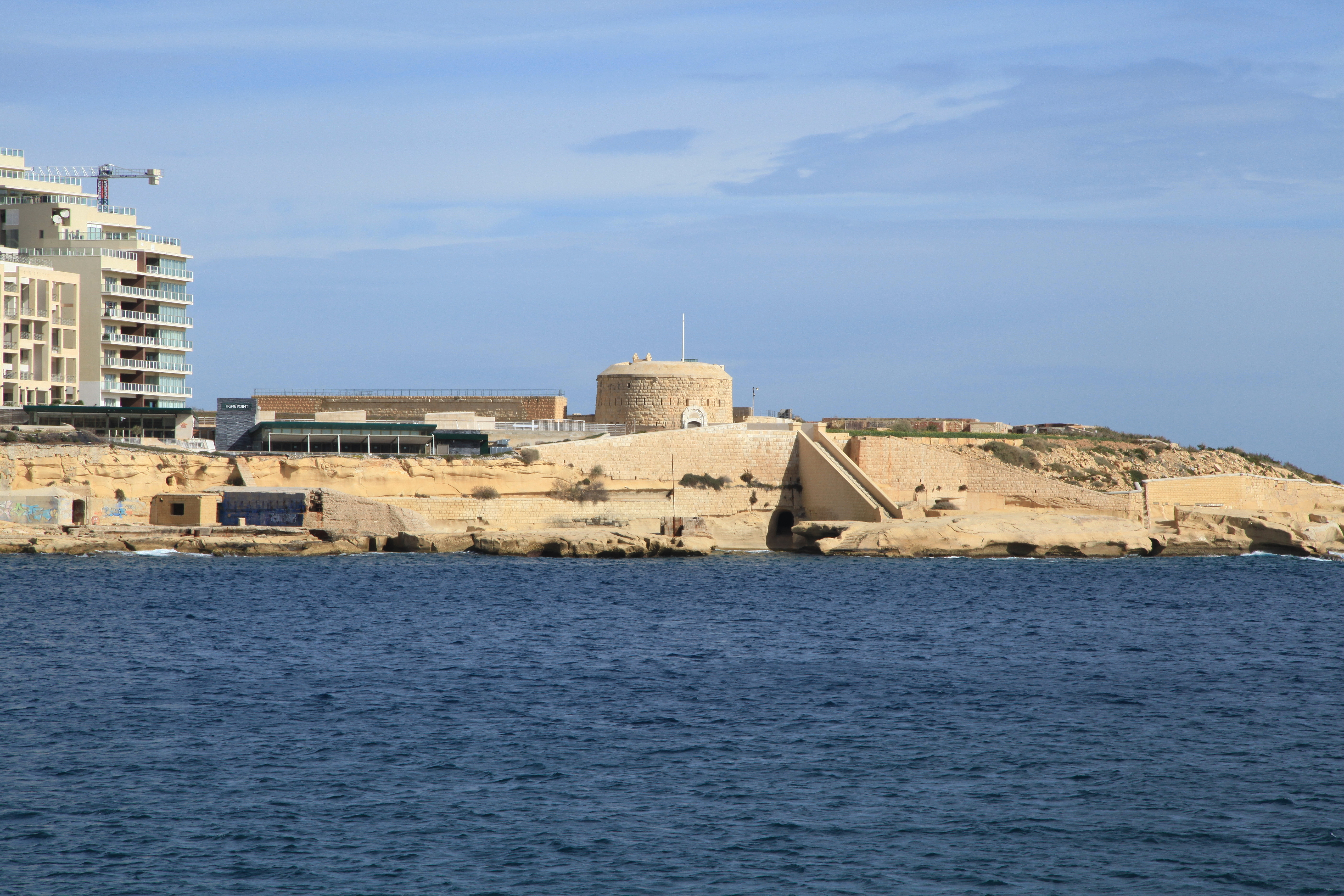
El Fuerte Tigné, que intentó resistir la invasión francesa y fue fuertemente bombardeado en el proceso

Tras el éxito del desembarco, se produjo una gran conmoción, confusión y descontento en La Valeta y en la Cottonera. El Gran Maestre y el Consejo permanecieron reunidos en el Palacio, junto con otros caballeros. El clero organizó procesiones con la estatua de San Pablo, pidiendo clemencia. Dos franceses que se encontraban en la ciudad fueron asesinados bajo la sospecha de que estaban involucrados en la invasión. Se temía que los prisioneros de la Cárcel de los Esclavos se sublevasen. Los temores de un levantamiento maltés contra la Orden aumentaron tras el asesinato de dos jóvenes caballeros en la Cottonera.
Dentro de la ciudad, había facciones que apoyaban a los franceses y otras que se les oponían. Algunos de los miembros franceses de la Orden tenían inclinaciones republicanas y apoyaban a Napoleón. Jean de Bosredon de Ransijat, Comandante y Gran Cruz de la Orden que también fue Secretario del Tesoro, fue encarcelado en Fort St. Angelo después de enviar una carta a Hompesch en la que decía que no lucharía contra los franceses y pedía permanecer neutral en el conflicto Algunos presionaron a Hompesch para que negociara con Napoleón y llegara a un acuerdo de paz, y los representantes malteses solicitaron al Gran Maestre que llegara a un armisticio.
Mientras tanto, las fortificaciones de la zona portuaria continuaron resistiendo la invasión. El Fuerte Ricasoli y el Fuerte Manoel resistieron varios ataques y solo se rindieron después de firmada la capitulación de la Orden. Los franceses bloquearon Fort Tigné y lo bombardearon repetidamente los días 11 y 12 de junio, y sus defensores desconocían las negociaciones que se estaban llevando a cabo en ese momento. La guarnición defensora abandonó Tigné la noche del 12 al 13 de junio y los franceses tomaron el control poco después.

### 11 y 12 de junio: negociaciones y capitulación

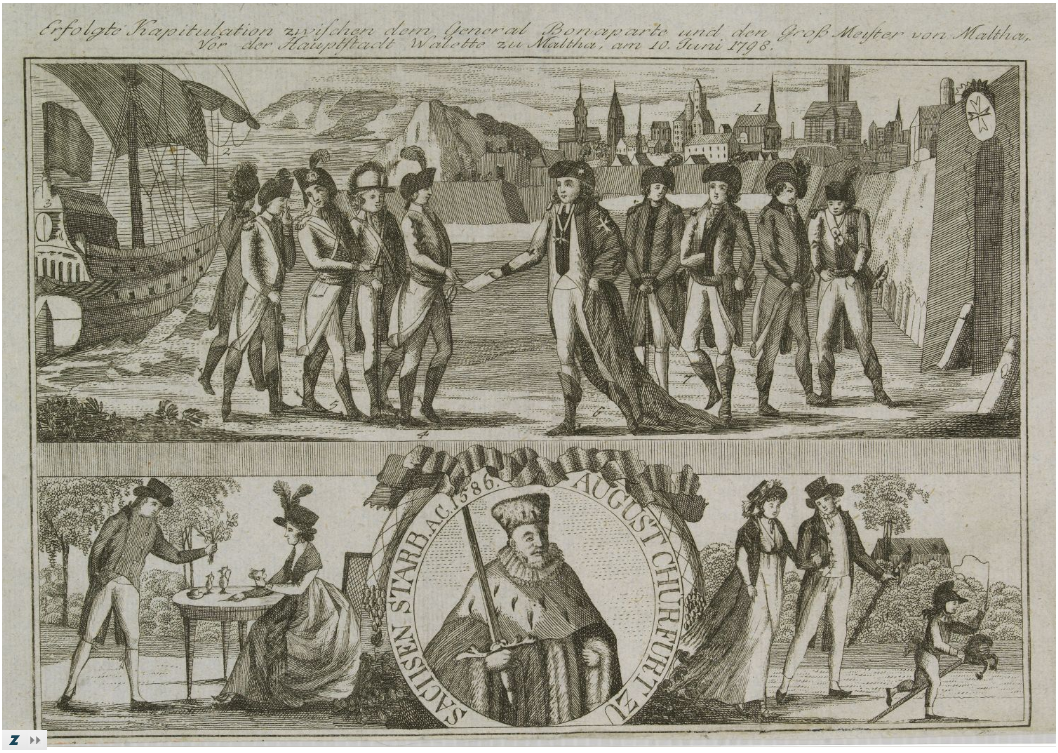
Grabado que representa la capitulación de Malta ante Napoleón

El Consejo decidió finalmente pedir una tregua. El señor de Fremaux, cónsul de la República de Bátava, fue elegido inicialmente para llevar una carta a los franceses pidiendo una tregua. Debido a la edad de Fremaux, se envió en su lugar a Monsieur Mélan, un miembro de su personal, que llegó all buque insignia francés L'Orient a las 09:00 horas del 11 de junio. Mélan regresó con un mensaje verbal de que Napoleón mandaría un enviado, y alrededor de las 12.00 horas llegó el general Junot con una pequeña delegación. Se le unieron varios caballeros de la Orden que simpatizaban con los franceses, entre ellos Ransijat, que había sido liberado tras su breve encarcelamiento..
Hompesch y miembros de la Congregación Estatal recibieron a los enviados y acordaron un alto el fuego de 24 horas durante el cual continuarían las negociaciones a bordo de L'Orient. El 12 de junio, Napoleón y los representantes de la Orden y los malteses firmaron una convención en la que la Orden capituló las fortificaciones de La Valeta y las islas maltesas y cedió la soberanía de las islas a los franceses. Los franceses prometieron adquirir un principado para el Gran Maestre como compensación por la pérdida de Malta. Prometieron respetar la propiedad privada de los caballeros individuales y los malteses. También se concedieron pensiones al Gran Maestre ya los caballeros franceses, y se prometió asegurar pensiones similares para los caballeros de las Repúblicas Cisalpina, Romana, Liguria y Helvética.
El acuerdo establecía que Fort Manoel, Fort Tigné, Fort St. Angelo, las fortificaciones de Birgu y Senglea, las Líneas de Santa Margherita y las Líneas de Cottonera debían ser entregados a los franceses a las 12:00 del 12 de junio. Las fortificaciones de La Valeta, las Líneas de Floriana, el Fuerte de San Telmo, el Fuerte Ricasoli y las fortificaciones restantes debían entregarse a las 12:00 del día siguiente. La armada de la Orden debía ser transferida a un oficial francés antes del 12 de junio. Entre el 12 y el 13 de junio, los franceses tomaron el control de toda la isla y sus fortificaciones. También capturaron aproximadamente 1200 piezas de artillería, 40000 mosquetes, 1 500 000 libras (680 388 kg) de pólvora, dos navíos de línea, una fragata y cuatro galeras de la Orden.

## Consecuencias

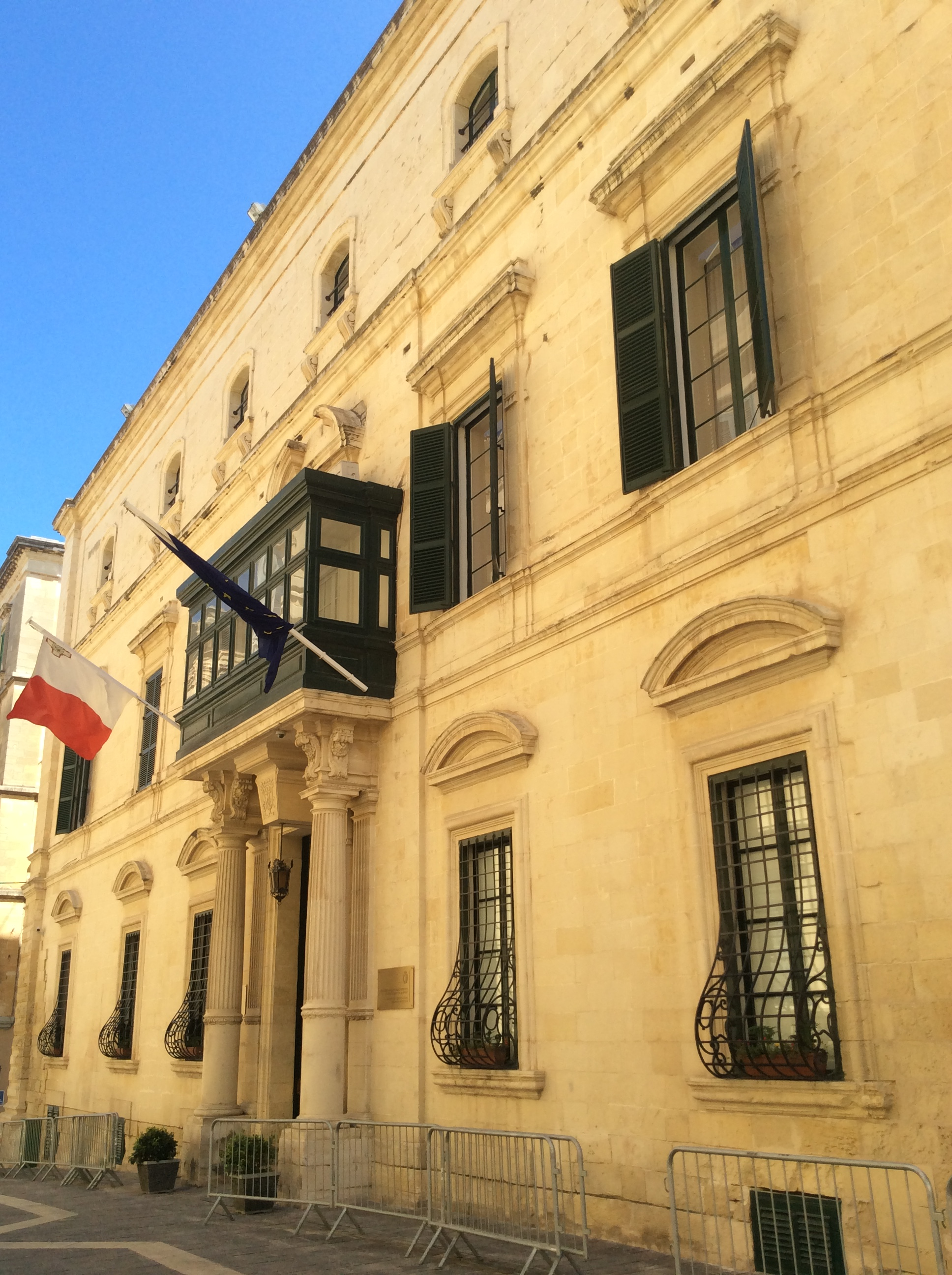
Palazzo Parisio en La Valeta, donde Napoleón se quedó un par de días después de la invasión

Tras la captura de Malta, Napoleón desembarcó en La Valeta el 13 de junio. Permaneció en la isla durante seis días, pasando la primera noche en la Banca Giuratale y luego alojándose en el Palazzo Parisio, antes de que la mayor parte de la flota francesa se embarcara para la campaña en Egipto. El general Vaubois permaneció en la isla con una guarnición para mantener el control, estableciendo así la ocupación francesa de Malta. Durante su corta estancia, Napoleón dictó instrucciones que reformaron radicalmente el gobierno y la sociedad maltesa, para adecuarlos a los ideales republicanos franceses.
Unos días después de la capitulación, el Gran Maestre y muchos caballeros abandonaron la isla, llevándose consigo algunos bienes muebles, incluidas algunas reliquias e iconos. La Orden recibió refugio de Pablo I de Rusia, quien finalmente fue proclamado Gran Maestre por algunos caballeros. La Orden evolucionó gradualmente hasta convertirse en la Soberana Orden Militar de Malta, que todavía existe hoy y tiene soberanía pero no territorio.
La mayoría de los malteses se alegraron inicialmente de la expulsión de la Orden y simpatizaron con los franceses, pero esta opinión cambió después de que los franceses se negaran a pagar las deudas de la Orden, introdujeran nuevos impuestos, se negaran a pagar las pensiones, introdujeran leyes que restringían los privilegios de la Iglesia y comenzaran a saquear las iglesias. En tres meses, los malteses se levantaron contra los ocupantes y tomaron el control de la mayoría de las islas, con la ayuda británica, napolitana y portuguesa. La guarnición francesa en La Valeta y Cottonera resistieron el bloqueo subsiguiente durante dos años, antes de que Vaubois se rindiera a los británicos en 1800, convirtiendo a Malta en un protectorado e iniciando 164 años de dominio británico.